# Episodi di L'incredibile Hulk (seconda stagione)
La seconda stagione della serie televisiva L'incredibile Hulk  è stata trasmessa dal canale Universal Pictures.
Il cast regolare di questa stagione è composta da: 
- Bill Bixby: David Bruce Banner
- Lou Ferrigno: Hulk
- Jack Colvin: Jack McGee (assente negli episodi: Sposato (seconda parte), Derby mortale, Un altro cammino, Fuoriclasse in panchina, Fuga da Los Santos, Fuoco matto, Il club della droga, Discepolo e La stanza quieta)

| nº | Titolo originale       | Titolo italiano                            | Prima TV USA      | Prima TV Italia |
| -- | ---------------------- | ------------------------------------------ | ----------------- | --------------- |
| 1  | Married: Part 1        | Sposato (prima parte)                      | 22 settembre 1978 |                 |
| 2  | Married: Part 2        | Sposato (seconda parte)                    | 22 settembre 1978 |                 |
| 3  | The Antowuk Horror     | Il paese dei mostri                        | 29 settembre 1978 |                 |
| 4  | Ricky                  | Derby mortale                              | 6 ottobre 1978    |                 |
| 5  | Rainbow's End          | Delitto all’ippodromo                      | 13 ottobre 1978   |                 |
| 6  | A Child in Need        | Un bambino in pericolo                     | 20 ottobre 1978   |                 |
| 7  | Another Path           | Un altro cammino                           | 27 ottobre 1978   |                 |
| 8  | Alice in Disco Land    | Pandemonio al Pandemonium                  | 3 novembre 1978   |                 |
| 9  | Killer Instinct        | Fuoriclasse in panchina                    | 10 novembre 1978  |                 |
| 10 | Stop the Presses       | Pizza e amore                              | 24 novembre 1978  |                 |
| 11 | Escape from Los Santos | Fuga da Los Santos                         | 1º dicembre 1978  |                 |
| 12 | Wildfire               | Fuoco matto                                | 17 gennaio 1979   |                 |
| 13 | A Solitary Place       | Il più lontano possibile                   | 24 gennaio 1979   |                 |
| 14 | Like a Brother         | Il club della droga                        | 31 gennaio 1979   |                 |
| 15 | Haunted                | Doppia immagine                            | 7 febbraio 1979   |                 |
| 16 | Mystery Man: Part 1    | Il labirinto della memoria (prima parte)   | 2 marzo 1979      |                 |
| 17 | Mystery Man: Part 2    | Il labirinto della memoria (seconda parte) | 9 marzo 1979      |                 |
| 18 | The Disciple           | Il discepolo                               | 16 marzo 1979     |                 |
| 19 | No Escape              | Senza scampo                               | 30 marzo 1979     |                 |
| 20 | Kindred Spirits        | Il mistero svelato                         | 6 aprile 1979     |                 |
| 21 | The Confession         | La confessione                             | 4 maggio 1979     |                 |
| 22 | The Quiet Room         | La stanza quieta                           | 11 maggio 1979    |                 |
| 23 | Vendetta Road          | Vendetta                                   | 25 maggio 1979    |                 |

## Sposato (prima parte)
- Titolo originale: Married: Part 1
- Diretto da: Kenneth Johnson
- Scritto da: Kenneth Johnson

### Trama
David con il falso nome di David Banton si reca alle Hawaii nello studio di una dottoressa (Carolyn Fields) che sta eseguendo degli studi su come l'autosuggestione possa guarire le malattie, ma la lei si rifiuta di aiutarlo perché è molto malata e vuole ritirarsi dal lavoro per vivere gli ultimi mesi in tranquillità.
David però gli confida la sua vera identità ed i due decidono di aiutarsi a vicenda.
- Altri interpreti: Mariette Hartley (Dr. Carolyn Fields), Brian Cutler (Brad).

## Sposato (seconda parte)
- Titolo originale: Married: Part 2
- Diretto da: Kenneth Johnson
- Scritto da: Kenneth Johnson

### Trama
David e Carolyn si innamorano e si sposano. Nel frattempo David trova un modo per guarire Carolyn dalla malattia degenerativa che la affligge: utilizzare il potere rigenerativo delle cellule di Hulk. Così, in una delle trasformazioni di David in Hulk, Carolyn riesce ad ottenere un frammento di pelle del gigante verde da utilizzare allo scopo.
Le condizioni della donna sono però sempre più gravi e, proprio durante il viaggio in ospedale per curare Carolyn, i due vengono colti da un uragano e lei muore prima di arrivarci.
- Altri interpreti: Mariette Hartley (Dr. Carolyn Fields), Brian Cutler (Brad).

Nota: In origine le prime due puntate della seconda serie erano un episodio di due ore.

## Il paese dei mostri
- Titolo originale: The Antowuk Horror
- Diretto da: Sigmund Neufeld Jr.
- Scritto da: Nicholas Corea

### Trama
David trova lavoro come garzone in un negozio di un piccolo paese di montagna ormai in abbandono; in una lite con il padrone del negozio Harlen Bates David si trasforma in Hulk e la gente del luogo pensa di sfruttare la comparsa del mostro verde per fare pubblicità alla cittadina e richiamare turisti. Così Harlen si traveste da mostro e va in giro a spaventare la gente; questo però attira, oltre che i turisti, anche un vecchio cacciatore che vuole uccidere il mostro.
Solo l'intervento del vero Hulk salva la situazione.
- Altri interpreti: William Lucking (Harlen Bates), Debbie Lytton (Samantha Bates), Lance LeGault (Brad), Dennis Patrick (Buck), Myron Healey (Sceriffo Colton).

## Derby mortale
- Titolo originale: Ricky
- Diretto da: Frank Orsatti
- Scritto da: Jason Summers

### Trama
Ricky è un ragazzo ritardato che vive con il fratello Buzz, un pilota di corse automobilistiche.
Gli avversari di Buzz, per boicottarlo, si approfittano dell'ingenuità di Ricky e ne mettono in pericolo la vita; Hulk interviene a sistemare le cose.
- Altri interpreti: Robin Mattson (Irene), Gerald McRaney (Sam Roberts), James Daughton (Buzz Deter), Mickey Jones (Ricky).

## Delitto all'ippodromo
- Titolo originale: Rainbow's End
- Diretto da: Kenneth Gilbert
- Scritto da: Karen Harris e Jill Donner

### Trama
David lavora in un ippodromo dove conosce un uomo che produce una tisana in grado di ridurre l'aggressività dei cavalli e pensa quindi di utilizzarla per liberarsi di Hulk. Il proprietario della scuderia è però minacciato da un suo impiegato scontento e deve così intervenire Hulk, costringendo poi David a lasciare la città.
- Altri interpreti: Michele Nichols (Kim Kelly), Ned Romero (Thomas Logan), Gene Evans (Jimmy Kelly), Craig Stevens (Laurence Henry Carroll III).

## Un bambino in pericolo
- Titolo originale: A Child in Need
- Diretto da: James D. Parriott
- Scritto da: Frank Dandridge

### Trama
David fa il giardiniere in una scuola dove conosce un bambino che viene maltrattato dal padre; Hulk interviene per difenderlo.
- Altri interpreti: Sandy McPeak (Jack Hollinger), Sally Kirkland (Margaret Hollinger), Dennis Dimster (Mark Hollinger), Rebecca York (Infermiera Walker).

## Un altro cammino
- Titolo originale: Another Path
- Diretto da: Joseph Pevney
- Scritto da: Nicholas Corea

### Trama
David conosce un vecchio cinese cieco (Li Sung) che si offre di aiutarlo a liberarsi di Hulk grazie alla meditazione. I due devono però affrontare l'allievo di Li Sung (Frank Silva) che sta sfruttando gli insegnamenti del maestro per soggiogare la gente del luogo.
- Altri interpreti: Mako (Li Sung), Irene Yah-Ling Sun (May Chuan), Tommy Lee Holland (Steve Silva).

## Pandemonio al Pandemonium
- Titolo originale: Alice in Disco Land
- Diretto da: Sigmund Neufeld Jr.
- Scritto da: Karen Harris e Jill Donner

### Trama
David fa il cameriere in un locale dove incontra Alice 16 anni, la figlia di un suo amico, che non vede da quando era bambina e che quindi non lo riconosce. Il proprietario del locale gestisce un'attività illegale, infatti vengono venduti alcolici ai minorenni. Alice insieme a Louie è l'attrazione del locale per le gare di danza. Alice è diventata alcolizzata dopo la morte prematura del padre a cui era molto affezionata, e per il disinteresse della madre in giro per il mondo. La mancanza di alcool le fa venire le allucinazioni ed una sera Alice tenta di buttarsi giù da un tetto, la salva Hulk. David la porta al centro di disintossicazione, e lì vengono visti dai gestori del locale. Arriva McGee e per poco David non lo incontra. Luoie vuole convincere Alice a parlare di Hulk con McGee per la ricompensa. Alice non vuole più ballare al Pandemonium per star lontano dall'alcool, ma David la convince a ballare, perché non è il locale che la fa bere, ma la sua volontà, infatti cambia idea e balla. I gestori del locale pensano che David e Alice abbiano parlato al Grand Jury della vendita di alcolici ai minorenni quindi vogliono ucciderli. Interviene Hulk. Il locale viene chiuso. David leggeva ad Alice da bambina "Alice nel paese delle maraviglie", ed Alice prima che David vada via gli restituisce il libro.
- Altri interpreti: Donna Wilkes (Alice Morrow), Jason Kincaid (Louie), Julie Hill (Joan Roberts), Marc Alaimo (Ernie), Betty Anne Rees (Molly).

## Fuoriclasse in panchina
- Titolo originale: Killer Instinct
- Diretto da: Ray Danton
- Scritto da: William Whitehead (come William M. Whitehead), Joel Don Humphreys e Richard H. Landau

### Trama
David lavora come fisioterapista in una squadra di Football dove conosce John Tobey, il giocatore che sta trascinando la squadra alla vittoria del campionato grazie alla sua eccessiva violenza nel gioco.
David scopre che è lo stesso dottore della squadra, in accordo con la società, a stimolare l'aggressività di Tobey ed interviene, con l'aiuto di Hulk.
- Altri interpreti: Denny Miller (John Tobey), Rudy Solari (dott. Byron Stewart), Barbara Leigh (June Tobey), Pepper Martin (Allenatore Haggerty).

## Pizza e amore
- Titolo originale: Stop the Presses
- Diretto da: Jeffrey Hayden
- Scritto da: Karen Harris, Jill Donner e Susan Woollen

### Trama
Un giornalista dello stesso giornale di McGee, per ottenere un scoop, fa delle fotografie false sullo stato di igiene del ristorante in cui lavora David; su quelle foto compare anche David che, per non farle pubblicare, va al giornale a rubarle.
Lì McGee ed Hulk si incontrano e David non viene scoperto per poco.
- Altri interpreti: Julie Cobb (Jill Norton), Mary Frann (Karen Weiss), Pat Morita (Fred), Art Metrano (Charlie).

## Fuga da Los Santos
- Titolo originale: Escape from Los Santos
- Diretto da: Chuck Bowman
- Scritto da: Bruce Kalish e Philip John Taylor

### Trama
David fa l'autostop in Arizona, ed assiste ad un inseguimento della polizia. Il poliziotto Mike Evans, gli offre un passaggio per Los Santos. David accetta, visto il paesaggio sperduto ed i tanti chilometri da percorrere a piedi. L'agente Evans spiega a David che stavano inseguendo una donna che aveva ammazzato il marito. Arrivano alla centrale di polizia, e David viene invitato a visitarla, ma con l'inganno lo richiudono in una cella, ed arrestato con l'accusa di complicità nell'omicidio del marito di Holly. Questa spiega a David del complotto. David protesta, ed Evans gli spruzza negli occhi un liquido urticante, Hulk scappa e porta Holly con sé. David e Holly cominciano la fuga. Il marito di Holly era vice procuratore distrettuale a Los Santos, aveva scoperto un contrabbando e traffico di droga da parte dello sceriffo. Vanno a casa di Holly a prendere i documenti, purtroppo già presi dallo sceriffo, ma ci sono i negativi. Intanto lo sceriffo ha diramato un avviso per radio dei due fuggiaschi evasi, ed ha fatto isolare i telefoni. Evans però li cattura e li ammanetta insieme. Scappano per raggiungere la casa del magistrato Chase, ma scoprono che anche lui è d'accordo con lo sceriffo, che dà l'ordine di ucciderli. Prendono il furgone e scappano nella boscaglia. Hulk salva Holly dal burrone. Lo sceriffo mette dei blocchi stradali, ma Holly e David vengono aiutati da una simpatica famiglia di messicani. David accompagna Holly con le prove per completare il lavoro del marito. Holly si volta per cercarlo, ma lui non c'è più.
- Altri interpreti: Shelley Fabares (Holly Cooper), Walter Kirk Stratton Jr. (Jim), Lee DeBroux (Mike Evans), Dana Elcar (Sceriffo Harris)

## Fuoco matto
- Titolo originale: Wildfire
- Diretto da: Frank Orsatti
- Scritto da: Brian Rehak

### Trama
David lavora in una piccola compagnia petrolifera, gestita da Mike Calahan, in un pozzo petrolifero chiamato Fuoco matto.
Gli affari per Mike vanno male, ma quando finalmente trova il petrolio, deve subire i sabotaggi da parte di una compagnia più grande interessata a comprare Fuoco matto. E deve intervenire Hulk.
- Altri interpreti: Christine Belford (Linda Calahan), Billy Green Bush (Ray), John Anderson (Mike Calahan).

## Il più lontano possibile
- Titolo originale: A Solitary Place
- Diretto da: Jeffrey Hayden
- Scritto da: Jim Tisdale e Migdia Chinea-Varela

### Trama
David vive da eremita in una foresta messicana dove è riuscito, grazie alla lontananza dalle persone e dai problemi, a stare 4 settimane senza trasformarsi. Un giorno incontra la dottoressa Gail Collins, anche lei in fuga dal mondo civile, che rimane a vivere con lui. I due debbono però affrontare l'arrivo del padre di una paziente della dottoressa, morta durante un intervento chirurgico, desideroso di vendetta.
- Altri interpreti: Kathryn Leigh Scott (Gail Collins), Jerry Douglas (Frank Malone), Hector Elias (Raul).

## Il club della droga
- Titolo originale: Like a Brother
- Diretto da: Reza Badiyi
- Scritto da: Richard Christian Matheson e Thomas E. Szollosi

### Trama
Quartiere dei neri-americani. David lavora al lavaggio macchine, insieme tra gli altri a Mike, che deve badare al fratello piccolo Bobby, diabetico. Taylor George gestisce un night-club che è una copertura per loschi traffici di droga, e Mike pur di avere i soldi per comprare l'insulina, lavora per lui. Nel quartiere c'è il reverendo Williams, che aiuta i ragazzi a non cadere in quel losco traffico gestito da Taylor George; quando quest'ultimo prepara un pacco-bomba incaricando Mike di recapitarlo al reverendo, lui invece va alla polizia, che irrompe al club e arresta la banda. "Quello sì che è un vero uomo di colore!" è il commento di un nero alla vista di Hulk.
- Altri interpreti: Tony Burton (Taylor George), Ernie Hudson (Lee), Michael D. Roberts (D.J.), Carl E. Anderson (Oscar), Austin Stoker (Reverendo Jack Williams).

## Doppia immagine
- Titolo originale: Haunted
- Diretto da: John McPherson
- Scritto da: Andrew Schneider, Karen Harris e Jill Donner

### Trama
Renee Stevens ritorna ad abitare nella sua vecchia casa, dopo una tragedia, da bambine mentre lei e sua sorella gemella Becky stavano giocando, quest'ultima era annegata nel fiume. Vi lavora David come aiutante, e scopre che Renee ha uno sdoppiamento della personalità, perché si sente in colpa per la morte della sorella. La sorella morta era Renee, e Becky si è fatta passare per lei, perché essendo Renee la più amata, non avrebbe dato un dispiacere più grande a tutti. Becky seguirà una terapia.
- Altri interpreti: Carol Baxter (Renee Stevens), John O'Connell (Bernard), Johnny Haymer (Fred Lewitt), Randi Kiger (Becky da piccola)

## Il labirinto della memoria (Prima parte)
- Titolo originale: Mystery Man
- Diretto da: Frank Orsatti
- Scritto da: Nicholas Corea

### Trama
David ha perso la memoria dopo un incidente d'auto. Con la faccia avvolta in bende, accetta la proposta di Jack McGee di vedere uno specialista. Purtroppo, il loro aereo precipita nel bosco e Jack si ferisce alle gambe. Ora tocca a David farli uscire di lì.
- Altri interpreti: Victoria Carroll (Rose), Don Marshall (Dottore), Howard Witt (Bob Cory).

## Il labirinto della memoria (Seconda parte)
- Titolo originale: Mystery Man: Part II
- Diretto da: Frank Orsatti
- Scritto da: Nicholas Corea

### Trama
John Doe (David) e McGee sopravvivono davanti al fuoco della foresta ad un branco di lupi affamati. Dopo essersi trasformato in Hulk, David riacquista la memoria e quando McGee è testimone di una seconda trasformazione, si rende conto finalmente che Hulk non è una creatura verde a tempo pieno.
- Altri interpreti: Howard Witt (Bob Cory), Victoria Carroll (Rose).

## Il discepolo
- Titolo originale: The Disciple
- Diretto da: Reza Badiyi
- Scritto da: Nicholas Corea, James G. Hirsch

### Trama
David torna dal maestro Li Sung, che si è ammalato e vuole un promettente studente che prenda in consegna il suo lavoro. Purtroppo, il giovane è diviso tra la scuola e il suo lavoro di poliziotto.
- Altri interpreti: Rick Springfield (Mike Roark), Gerald McRaney (Colin Roark), George Loros (Joe Lynch), Mako (Li Sung).

## Senza scampo
- Titolo originale: No Escape
- Diretto da: Jeffrey Hayden
- Scritto da: Benjamin Masselink

### Trama
David 'Baron' è arrestato per vagabondaggio, ed è rinchiuso nel furgone della polizia insieme ad un tipo che crede di essere Hemingway. Quando questi lo aggredisce, David si trasforma in Hulk e scappa, favorendo anche la fuga dell’uomo. David si informa sul suo conto e scopre che in realtà l’uomo si chiama Tom Wallace ed è evaso da una clinica psichiatrica, e che in stato di allucinazioni può diventare molto pericoloso: infatti cerca di uccidere sua moglie ed il medico dell’ospedale. David cerca di impedirglielo, e nel frattempo Wallace viene circondato dalla polizia e da McGee. L’intervento di Hulk sistemerà le cose.
- Altri interpreti: James Wainwright (Tom Wallace), Mariclare Costello (Kay Wallace), Skip Homeier (Dott. Robert Scanlon), Thalmus Rasulala (Dipartimento Chief Harry Simon), Sherman Hemsley (Robert).

## Il mistero svelato
- Titolo originale: Kindred Spirits
- Diretto da: Joseph Pevney
- Scritto da: Karen Harris, Jill Donner

### Trama
David si unisce alla spedizione della dott.ssa Gabrielle White, un'antropologa dello Sholl Museum, dentro ai territori indiani per scoprire resti di uomini vissuti nella preistoria. La dott.ssa riconosce David Banner come colui che le fece una lezione di antropologia all'università, talmente interessante, che le fece cambiare materia. David prova a negare, ma poi le racconta dell'esperimento, e che mentre dormiva pensava ad una persona che amava, e nel laboratorio d'acciaio si trasformò nel mostro. David crede che nella preistoria un uomo possa essere stato a contatto con un meteorite irradiato da raggi gamma, e quindi che studiando il passato, potrà scoprire la cura per lui. Dentro la caverna, David insieme alla dott.ssa e al prof. Williams rischiano la vita durante un crollo, e per salvare Williams si trasforma in Hulk davanti agli occhi della dott.ssa White, che adesso non ha più dubbi e crede a David. Un vecchio indiano vede in Hulk la creatura dei disegni e lo riconosce come "il grande padre". Arriva McGee per assistere alla conferenza stampa del prof. Williams, e fa domande sull'assistente che si è trasformato in Hulk, ma non riceve risposte. Un graffito nella caverna raffigura un uomo che aumenta di dimensioni ed ha in mano una pianta. La dottoressa capisce la creatura che si nasconde dentro David, e capisce la sua disperazione. Gli indiani non sono d'accordo con gli scavi nella loro riserva, perché portano via reperti di fossili dei loro antenati. McGee arriva nel laboratorio dello Sholl Museum, dove lavora la dott.ssa White, e con le sue domande contro gli indiani, si rende antipatico ai suoi occhi. Per poco non vede David. Gabrielle White è Nuvola Bianca della tribù navajo e David le dice che lei sbaglia sottovalutando la tolleranza della sua gente. Viene bloccato il finanziamento per le ricerche, David e la dott.ssa White si impegnano per trovare tracce di radioattività nella pianta descritta nei graffiti. Gli indiani assaltano il museo Sholl, e chiudono David dietro ad una vetrina allestita con i preistorici. Frank spara al prof. Williams, e interviene Hulk. Gli indiani vedono Hulk, si pentono delle loro azioni, vengono arrestati. Non c'è spiegazione per l'uomo preistorico e la pianta è estinta. Tentativo fallito.
- Curiosità: per la prima volta nella serie David viene riconosciuto e può usare la sua vera identità.

- Altri interpreti: Kim Cattrall (Gabrielle White), A Martinez (Rick), Whit Bissell (Prof.Williams), Eloy P. Casados (Frank), Don Shanks (Little Jim), Chief Dan George (Lone Wolf).

## La confessione
- Titolo originale: The Confession
- Diretto da: Barry Crane
- Scritto da: Deborah Dean Davis

### Trama
David si sottopone ad un esperimento nella stanza dei computer in un centro medico di Santa Clara. Si inietta un composto: ma la pressione corporea sale, i valori sono altissimi e si trasforma in Hulk. Viene visto fuggire da Harold che lavora ai computer, vede la sua spaventosa forza, e raccoglie la camicia strappata di David. Harold Melburg si reca al National Register e confessa a McGee che lui è Hulk. McGee non crede ad Harold, ragazzo timido, introverso e solo, ma la sua praticante Pamela gli sta dietro, va a casa sua e Harold le fa vedere tutti gli articoli su Hulk e la camicia strappata. McGee comincia ad intervistare le persone durante il passaggio di Hulk, e Alan O'Neill del reparto computer, fa vedere a McGee i danni causati al computer da "atti di vandalismo". David va al centro medico, vede Pamela che cerca McGee, capisce che c'è anche lui, quindi fugge via. Pamela scrive un articolo su Harold facendolo passare per uno scritto da McGee, David legge che Harold sa chi è la persona che si trasforma in Hulk. Decide di incontrarlo facendosi passare per un giornalista. Harold va da McGee e Pamela, e capisce che loro non gli credono, per sfida dice loro, che ha un appuntamento con un altro giornalista e con la tv canale 6, perché un uomo morirà. David si reca all'appuntamento al Municipio, e sul campanile vede Harold seduto sporto sulla balconata, che vuole uccidersi. Quando sale e lo raggiunge, David vede che Harold non lo riconosce. Harold ha visto Hulk non la metamorfosi. Si tranquillizza e comincia a fargli domande sul computer x3700, soprattutto dove sono conservate le registrazioni dei nastri. Quando David scopre che Harold ha convocato tv e giornalisti fa per andare via, ma vede arrivare Pamela a cui poi Harold confesserà che ha mentito per attirare solo un po' di attenzione. Poi arriva McGee, e David è costretto a risalire sul campanile del Municipio. La campana comincia a suonare. Il suono è talmente forte che Hulk stacca la grossa campana in ferro e la lancia giù, e salva Harold appeso alla balconata. Pamela vede Hulk, McGee vuole catturarlo cerca di lanciargli una grossa rete in ferro. Non ci riescono ma trovano solo gli appunti sul computer lasciati da David. McGee e Pamela ritornano al centro medico per esaminare le ultime registrazioni, ma non c'erano più.
- Altri interpreti: Fritzi Burr (Gladys), Earl Colbert (Harry)

## La stanza quieta
- Titolo originale: The Quiet Room
- Diretto da: Reza Badiyi
- Scritto da: Karen Harris, Jill Donner

### Trama
David lavora come inserviente presso una clinica psichiatrica, dove il dott. Murrow con delle tecniche da lui studiate per mantenere il controllo, sottopone i pazienti ad operazioni chirurgiche al cervello. David attraverso una videocassetta scopre che il dott. Murrow fa degli esperimenti sul controllo psichico, un controllo comportamentale completo, e induce i suoi pazienti ad eseguire ogni suo ordine. David ruba il nastro e lo nasconde nel giardino della clinica, poi viene catturato dagli inservienti. Il dott. Murrow finge di curare David, così qualsiasi cosa racconti non venga creduto. Viene chiuso in una stanza imbottita, legato con la camicia di forza e riempito di sedativi. David tenta altre due volte di fuggire. Di nuovo nella stanza, camicia di forza, pieno di sedativi. I malati giocando nel giardino, trovano il nastro e sotto gli occhi di David lo consegnano alla dott.ssa Hill, e il dott. Murrow, è costretto a farle visionare il nastro, apparentemente è d'accordo con i suoi metodi, ma invece nel tentativo di chiamare la polizia viene presa, sedata, e mentre sta per essere sottoposta all'operazione al cervello, interviene Hulk. Il dott. Murrow arrestato e la clinica sotto la direzione della dott.ssa Hill si affiderà non più ad operazioni, ma ai metodi tradizionali.
- Altri interpreti: Joanna Miles (dott.ssa Hill), Philip Abbott (dott. Murrow), Sian Barbara Allen (Kathy Allen), Robert F. Lyons (Sam), Robert Feero (Gene)

## Vendetta
- Titolo originale: Vendetta Road
- Diretto da: John McPherson
- Scritto da: Justin Edgerton

### Trama
Ray Floyd e sua moglie Cassie fanno saltare con la dinamite le pompe di benzina della Westco. In una di queste incontrano David e lo portano con loro. Ray lo fa per vendetta, ritiene giustamente responsabile la Westco di aver ucciso il padre, proprietario di una pompa di benzina, perché non gliela voleva vendere. Arriva nella contea McGee che si interessa del caso. Ray vuol far saltare la raffineria, Hulk fa fallire l'azione e David telefonando a McGee riesce a far conoscere le ragioni di Ray. Il vice presidente della Westco viene indagato, Madrid accusato di illeciti.
- Curiosità: per la prima volta Jack McGee, l'antagonista di David, lavora ad un caso investigativo diverso da Hulk. [1]

- Altri interpreti: Ron Lombard (Ray Floyd), Christina Hart (Cassie Floyd), Howard Morton (John Fielding), Morgan Woodward (Ben Madrid).